# Рейд на Очаків
Рейд на Очаків - одна з битв Запорізьких козаків між Османською імперією, яка відбулася весною  1607 року. 

## Історія
Кожного разу в перебігу дипломатичних перемовин турецький уряд завжди висував вимогу перед Річчю посполитою щодо припинення на Чорному морі воєнних дій Запорозьких козаків. 4 липня 1607 р. Річ Посполита уклала перемир’я з Османською імперією, зобов’язавшись «присмирити» козаків і не допускати на Чорне море їхніх Чайок. Та вона не в змозі була виконати умов цього перемир’я. Сеймові конституції 1607 і 1609 років залишалися недієздатними і мети не досягали. Козаки саме в цей час штурмували Очаків і Перекоп.